# Erythrodes amboinensis
Erythrodes amboinensis är en orkidéart som först beskrevs av Johannes Jacobus Smith, och fick sitt nu gällande namn av Johannes Jacobus Smith. Erythrodes amboinensis ingår i släktet Erythrodes och familjen orkidéer. Inga underarter finns listade i Catalogue of Life.